# Castelo de Methven

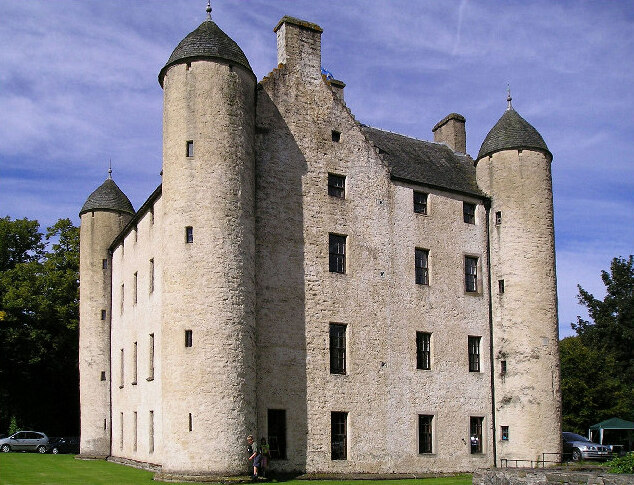
Castelo de Methven, Escócia.

O Castelo de Methven (em inglês:  Methven Castle) é um castelo localizado em Methven, Perth and Kinross, Escócia.

## História
O castelo é do tempo de Carlos I ou Carlos II, foi alvo de muitas alterações.
O castelo esteve na posse da família Mowbray no século XI e já era mencionado nos séculos XIV e VI.
Encontra-se classificado na categoria "A" do "listed building" desde 5 de outubro de 1974.